# Maratona de Programação
A Maratona de Programação, oficialmente Maratona SBC de Programação, é a principal competição de programação de computadores a nível de ensino superior no Brasil, realizada pela Sociedade Brasileira de Computação desde 1996. É a competição de programação mais importante do país e é parte da regional latino-americana do International Collegiate Programming Contest (ICPC).
A Maratona se destina a estudantes de cursos de graduação e início de pós-graduação na área de computação e em áreas afins (ciência da computação, engenharia de computação, sistemas de informação, matemática, etc.). A competição promove nos estudantes a criatividade, a capacidade de trabalho em equipe, a busca de novas soluções de software e a habilidade de resolver problemas sob pressão. A cada ano, observa-se que as instituições de ensino e, principalmente, as grandes empresas da área têm valorizado os alunos que participam do evento. Várias instituições de ensino superior do Brasil desenvolvem competições locais para escolher seus melhores times para competirem na Maratona de Programação. Os times melhores colocados na Final Nacional (regional latino-americana) são selecionados para participarem da Final Latino-Americana do ICPC.

## História
A Maratona de Programação foi organizada pela primeira vez na Universidade Federal de Minas Gerais, nos dias 28 e 29 de novembro de 1996. Os resultados foram divulgados em 2 de dezembro de 1996. Apesar de não ser uma regional oficial do ICPC, a organização do evento entrou em contato com o diretor executivo do ICPC e o vencedor da Maratona de Programação foi convidado para participar das finais mundiais do ICPC em 1997. 
A competição ocorreu nos moldes tradicionais do concurso de programação do ICPC. Nessa primeira edição ainda não havia um software de apoio, e as correções eram feita por disquetes que eram levados dos times aos juízes e, destes de volta aos times, por uma equipe de estudantes voluntários, correndo. 
A prova teve 6 problemas. Os três primeiros colocados da competição foram os seguintes: 
- 1. IC-UNICAMP: Alexandre Oliva, Alexandre Volpim, André Augusto Cesta e técnico Ricardo Anido;
- 2. UnB: Luciano da Silva Coelho, Marcelo Santiago Guedes, Rodrigo Rossi Fernandes Lima, e técnica Maria Elenita Nascimento;
- 3. IME-USP: Aritanan B. Garcia Gruber, Eduardo Teixeira Dias, Paulo José da Silva e Silva, e técnico Carlos E. Ferreira.

## Estatísticas
|                   |        |          | ICPC WF         | ICPC WF   | LATAM Finals | LATAM Finals | MDP        | MDP  | MDP   | MDP    |
| Escola            | Estado | Regional | Best LATAM team | Particip. | Particip.    | Champs       | MDP Champs | Ouro | Prata | Bronze |
| ----------------- | ------ | -------- | --------------- | --------- | ------------ | ------------ | ---------- | ---- | ----- | ------ |
| FURG              | RS     | SU       | 0               | 0         | 0            | 0            | 1          | 3    | 1     | 1      |
| IME-RJ            | RJ     | SE       | 1               | 6         | 1            | 0            | 0          | 1    | 3     | 6      |
| IMPA              | RJ     | SE       | 0               | 1         | 1            | 0            | 0          | 2    | 0     | 0      |
| ITA               | SP     | SE       | 3               | 9         | 1            | 0            | 3          | 8    | 5     | 7      |
| PUC-Minas         | MG     | SE       | 0               | 0         | 0            | 0            | 0          | 0    | 0     | 1      |
| PUC-Rio           | RJ     | SE       | 1               | 5         | 0            | 0            | 2          | 5    | 2     | 5      |
| UDESC             | SC     | SU       | 0               | 1         | 1            | 0            | 0          | 0    | 0     | 1      |
| UECE              | CE     | NE       | 0               | 1         | 0            | 0            | 0          | 0    | 1     | 1      |
| UEPG              | PR     | SU       | 0               | 0         | 0            | 0            | 0          | 0    | 1     | 0      |
| UFAM              | AM     | NO       | 0               | 1         | 0            | 0            | 0          | 0    | 0     | 1      |
| UFBA              | BA     | NE       | 0               | 3         | 0            | 0            | 0          | 2    | 1     | 0      |
| UFC-QXD           | CE     | NE       | 0               | 1         | 0            | 0            | 0          | 0    | 0     | 1      |
| UFCG              | PB     | NE       | 1               | 9         | 0            | 0            | 1          | 5    | 4     | 4      |
| UFG               | GO     | CO       | 0               | 2         | 1            | 0            | 0          | 0    | 0     | 4      |
| UFES              | ES     | SE       | 0               | 1         | 0            | 0            | 0          | 0    | 1     | 0      |
| UFMG              | MG     | SE       | 0               | 6         | 1            | 1            | 0          | 3    | 6     | 7      |
| UFPE              | PE     | NE       | 1               | 16        | 0            | 0            | 10         | 17   | 8     | 8      |
| UFPR              | PR     | SU       | 0               | 3         | 0            | 0            | 0          | 1    | 1     | 2      |
| UFRGS             | RS     | SU       | 0               | 0         | 0            | 0            | 0          | 0    | 3     | 3      |
| UFRJ              | RJ     | SE       | 0               | 8         | 1            | 0            | 1          | 3    | 9     | 7      |
| UFRN              | RN     | NE       | 0               | 2         | 1            | 0            | 0          | 1    | 3     | 5      |
| UFS               | SE     | SE       | 0               | 1         | 0            | 0            | 0          | 1    | 0     | 1      |
| UFSC              | SC     | SU       | 0               | 2         | 0            | 0            | 0          | 0    | 1     | 1      |
| UFU               | MG     | SE       | 0               | 0         | 0            | 0            | 0          | 0    | 0     | 1      |
| UFV               | MG     | SE       | 0               | 0         | 0            | 0            | 0          | 0    | 1     | 1      |
| UnB               | DF     | CO       | 0               | 3         | 1            | 0            | 0          | 1    | 5     | 4      |
| UNESP-SJRP        | SP     | SE       | 0               | 0         | 0            | 0            | 0          | 0    | 0     | 1      |
| Unicamp           | SP     | SE       | 1               | 16        | 1            | 0            | 4          | 13   | 9     | 15     |
| Unifei            | MG     | SE       | 0               | 1         | 0            | 0            | 0          | 0    | 1     | 0      |
| UNIOESTE-Cascavel | PR     | SU       | 0               | 0         | 0            | 0            | 0          | 0    | 0     | 1      |
| USP-SC            | SP     | SE       | 0               | 9         | 1            | 0            | 2          | 5    | 6     | 2      |
| USP-SP            | SP     | SE       | 3               | 19        | 1            | 0            | 4          | 16   | 12    | 12     |
| UTFPR-Ctb         | PR     | SU       | 0               | 0         | 0            | 0            | 0          | 0    | 0     | 1      |